# Sanford (Maine)
Pour les articles homonymes, voir Sanford.
Sanford est une ville située dans l’État américain du Maine, dans le comté de York. Elle occupe le 8e rang dans les villes les plus peuplées du Maine.

## Population
Selon le recensement de 2020, sa population est de 21 982 habitants et selon l'estimation 2022, elle s'élèverait à 22 266 habitants.

## Géographie
La ville a 126,2 km2, dont 123,8 km2 en terre et 2,4 km2 (1.89%) en eau.
Sanford est proche d'Alfred et Kennebunk.

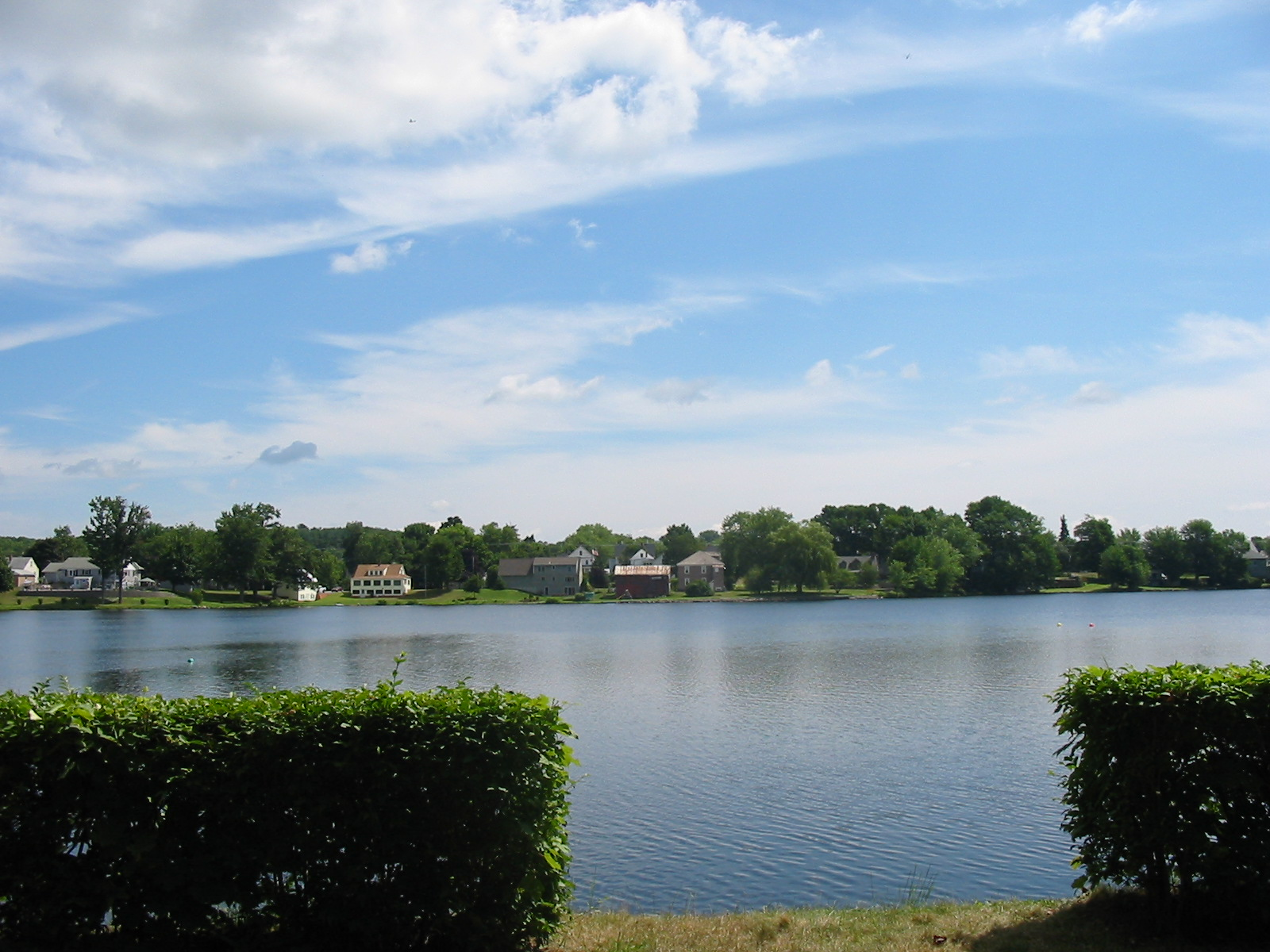
Chemin numéro un
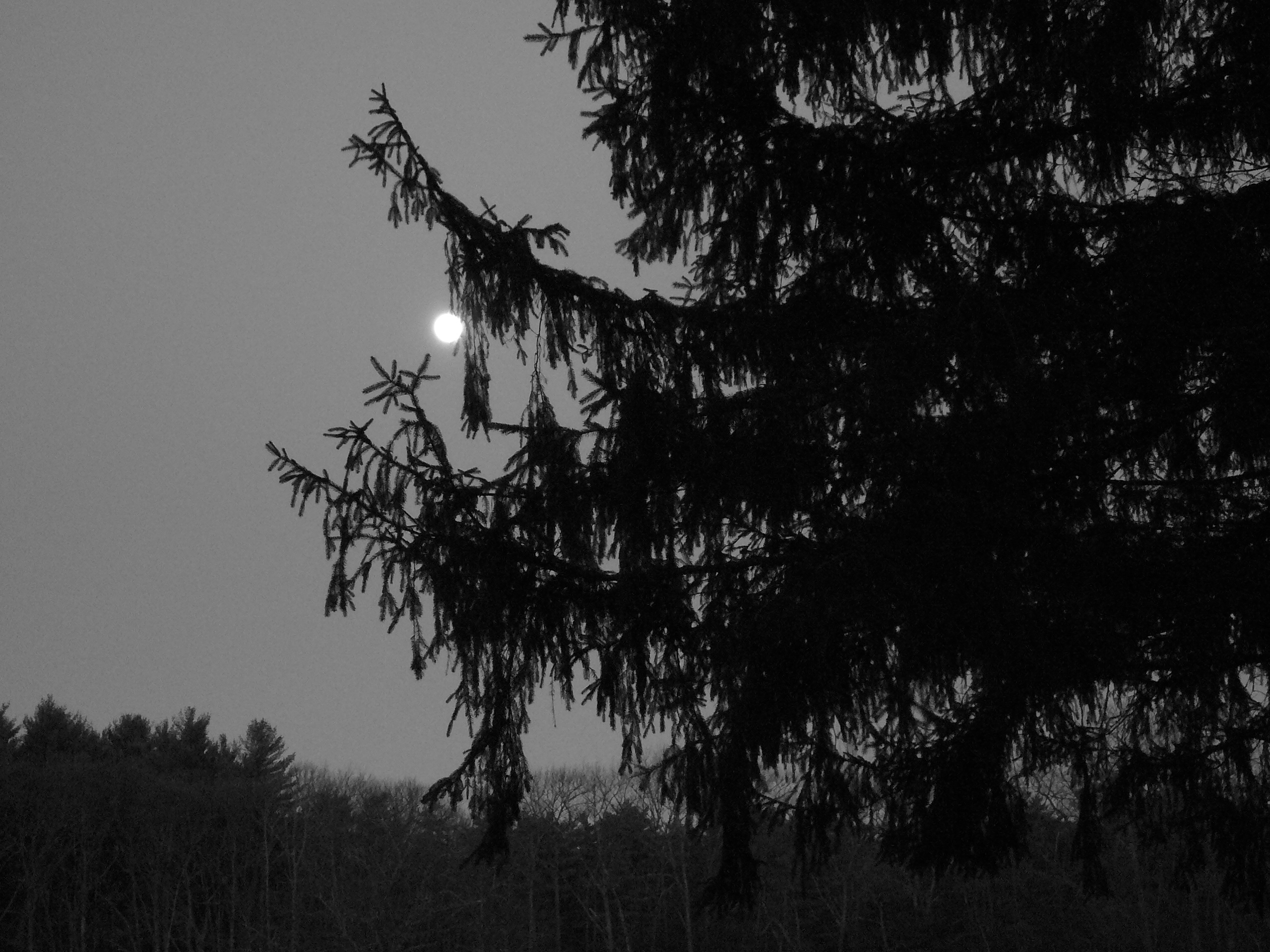
Scène lunaire sur le park Gowen
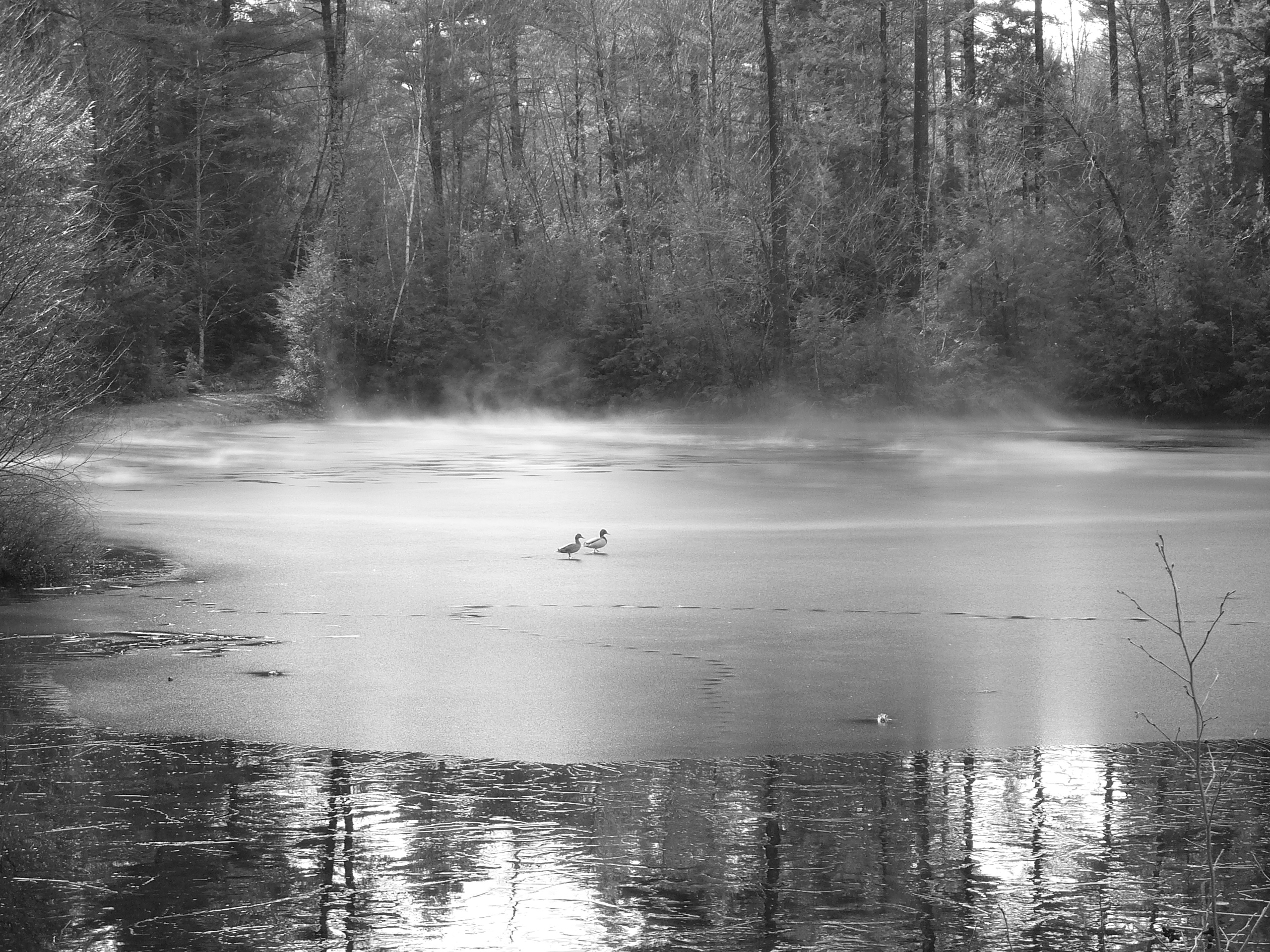
L'étang MacDougal

## Histoire
Sanford est la portion ouest d'une terre achetée en 1661 des Amérindiens Abenaquis par William Phillips, propriétaire des moulins de Saco. Sanford s’appelait Phillipstown, donné par Mme Phillips en 1696 au fils de son premier mari, Peleg Sanford. La colonisation fut retardée par la guerre de Sept Ans. En 1724, Norridgewock, une fortification amérindienne, sur la rivière Kennebec, fut détruite par la milice de la province du Massachusetts. Par conséquent, Sanford fut établie en 1739. Incorporé en 1768, le village fut nommé d'après Peleg Sanford. Jusqu'en 1794, Alfred était la paroisse nord du village.

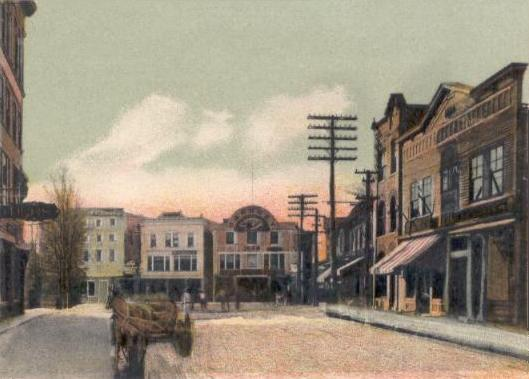
Central Square c. 1905
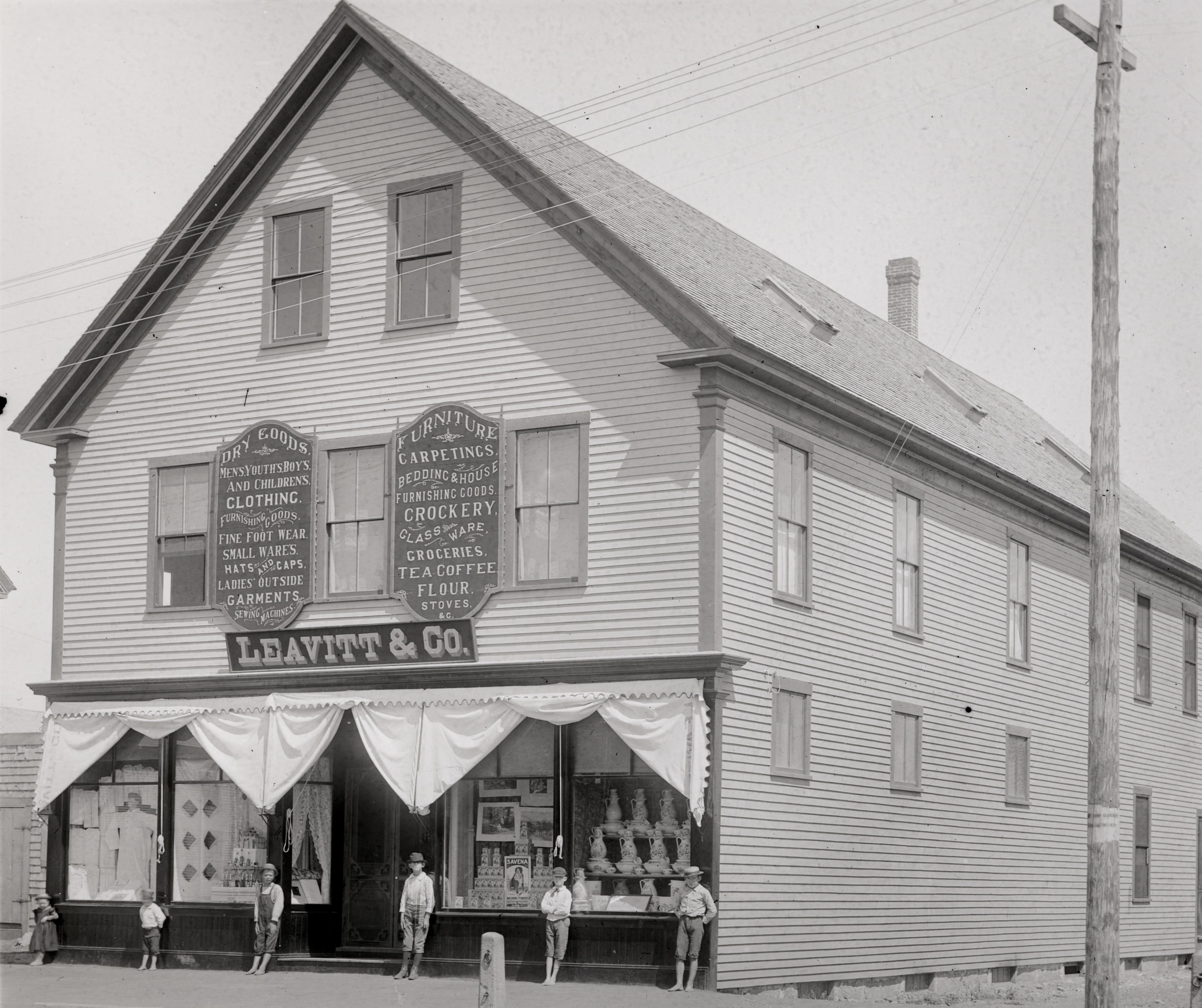
Leavitt & Company c. 1892